# Krankenhaus St. Marienstift Magdeburg
Die Krankenhaus St. Marienstift Magdeburg GmbH (bis Ende 2013 Klinik St. Marienstift) ist ein Krankenhaus der Grund- und Regelversorgung nach dem Krankenhausplan des Landes Sachsen-Anhalt im Magdeburger Stadtteil Stadtfeld-West seit 2014 in der Trägerschaft des Elisabeth Vinzenz Verbundes, zuvor der Katholischen Wohltätigkeitsanstalt zur heiligen Elisabeth. Das Haus gehört zu den traditionsreichsten Magdeburger Einrichtungen.

## Geschichte

### Vom Anfang bis zum Zweiten Weltkrieg

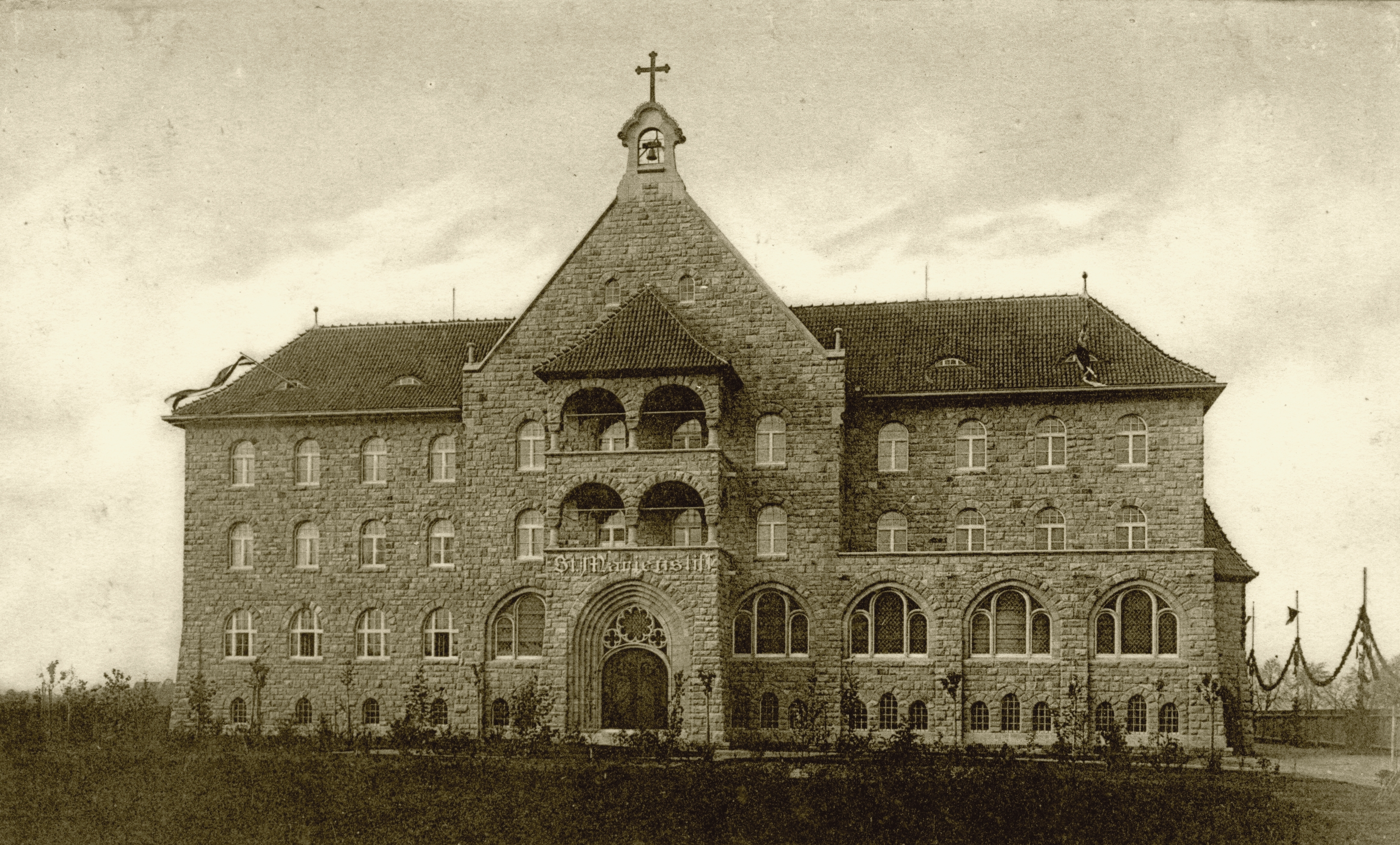
St. Marienstift Magdeburg, 1915

Der Magdeburger Propst Kaspar Friedrich Brieden (1844–1908) entwickelte 1898 die Idee, ein Haus für wohltätige Zwecke zu bauen. Auf einem etwa neun Hektar großen Ackergrundstück an der Harsdorfer Straße in der damaligen Magdeburg-Wilhelmstadt begannen 1904 die Bauarbeiten des St. Marienstiftes nach Entwürfen der Magdeburger Architekten Robert Meißner und Adolf Liborius, als Bauherr trat Propst Franz Schauerte (1848–1910) auf. Nach Einweihung am 18. Oktober 1906 war das Haus zunächst eine Einrichtung zur Betreuung nicht schulpflichtiger Kinder arbeitender Eltern, von Waisenkindern und älteren und gebrechlichen Menschen. Außerdem diente es als Haushaltsschule für Mädchen und Heimstatt für die Schwestern von der Heiligen Elisabeth. 

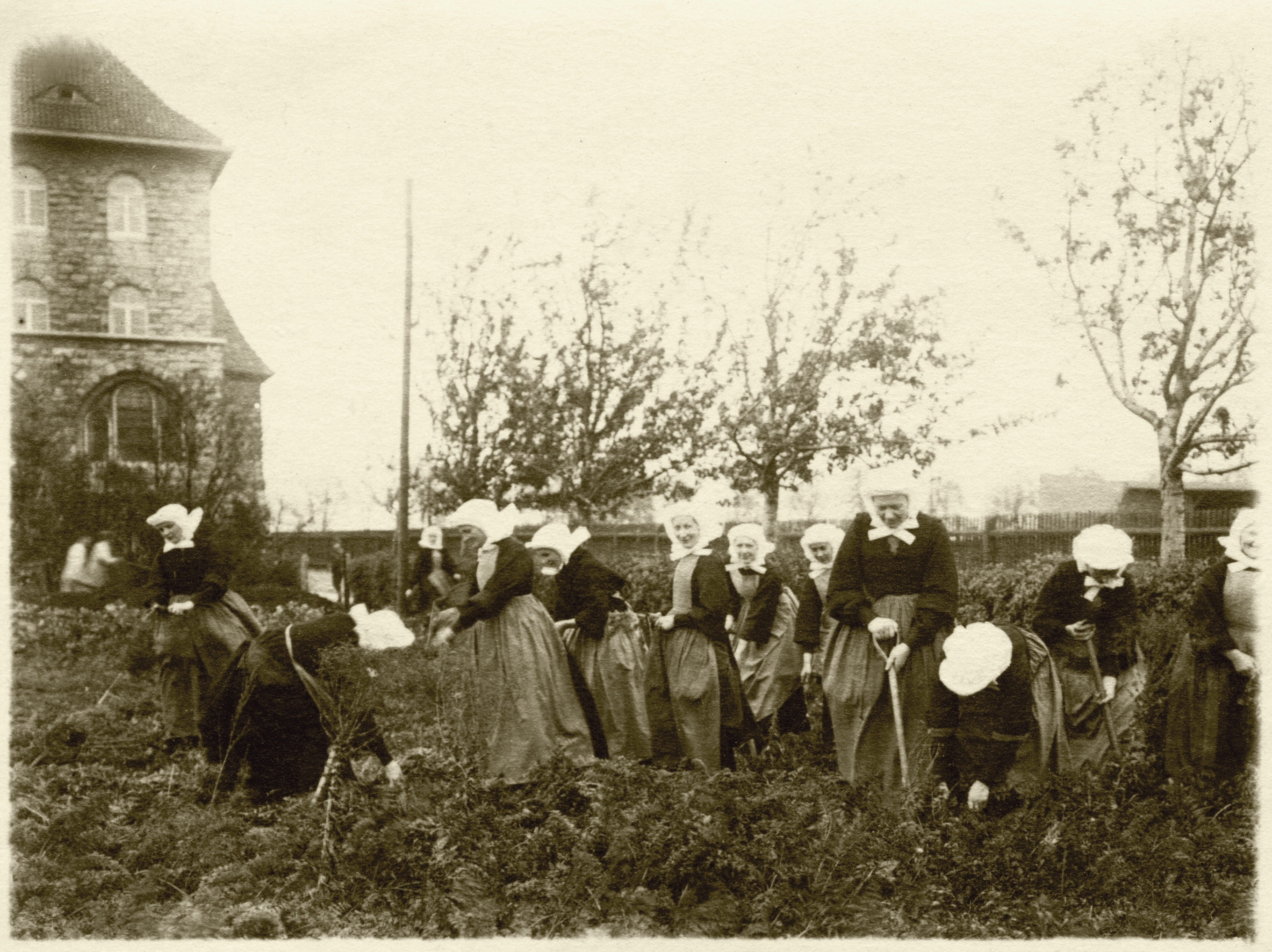
Schwestern von der Heiligen Elisabeth auf dem Acker vor dem St. Marienstift

1909 wurde eine erste Krankenstation mit 31 Betten eingerichtet und von Ärzten verschiedener Fachrichtungen betreut (Innere Medizin, Chirurgie, Gynäkologie, Augenheilkunde). Während des Ersten Weltkrieges wurde das komplette Haus als Lazarett für 170 Verwundete genutzt.

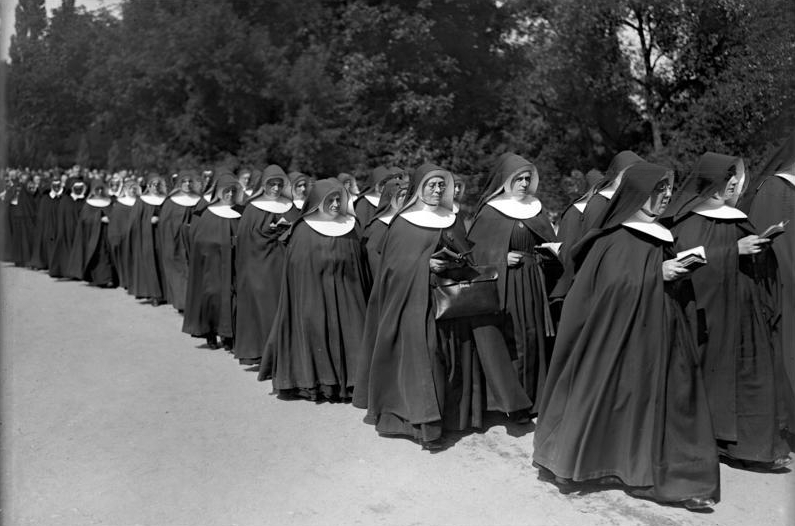
Betende Ordensschwestern beim Katholikentag

Vom 5. bis 9. September 1928 fand in Magdeburg der 67. Deutsche Katholikentag unter örtlicher Leitung und nach Organisation durch Propst Petrus Legge statt, an dem etwa 40.000 Gläubige und als Vertreter des Heiligen Stuhls in Deutschland Nuntius Eugenio Pacelli, der spätere Papst Pius XII. teilnahmen. Kirchliche Würdenträger und Studenten aus ganz Deutschland waren während dieser Veranstaltung im Haus zu Gast.
Die Funktion als Lazarett erhielt das Marienstift im Zweiten Weltkrieg erneut zugewiesen und blieb seitdem als einziges katholisches Krankenhaus der Stadt bestehen. 1944 kam im Haus für lange Jahre das letzte Kind zur Welt. Die Zerstörung der Stadt am 16. Januar 1945 überstand das Haus nahezu unversehrt.

### DDR-Zeit
Die Zeit der DDR war geprägt von der allgemeinen Mangelwirtschaft, die für das Marienstift durch Unterstützung der Caritas gemildert wurde. Obwohl von staatlicher Seite offiziell Einrichtungen der Kirchen abgelehnt wurden, war das Haus als Krankenhaus, welches zu dieser Zeit lediglich über die Fachgebiete Chirurgie und Innere Medizin verfügte, auch bei Funktionären der SED beliebt, wenn es um die eigene Behandlung ging.

### Von 1990 bis heute

Logo der Klinik von 2001 bis 2013

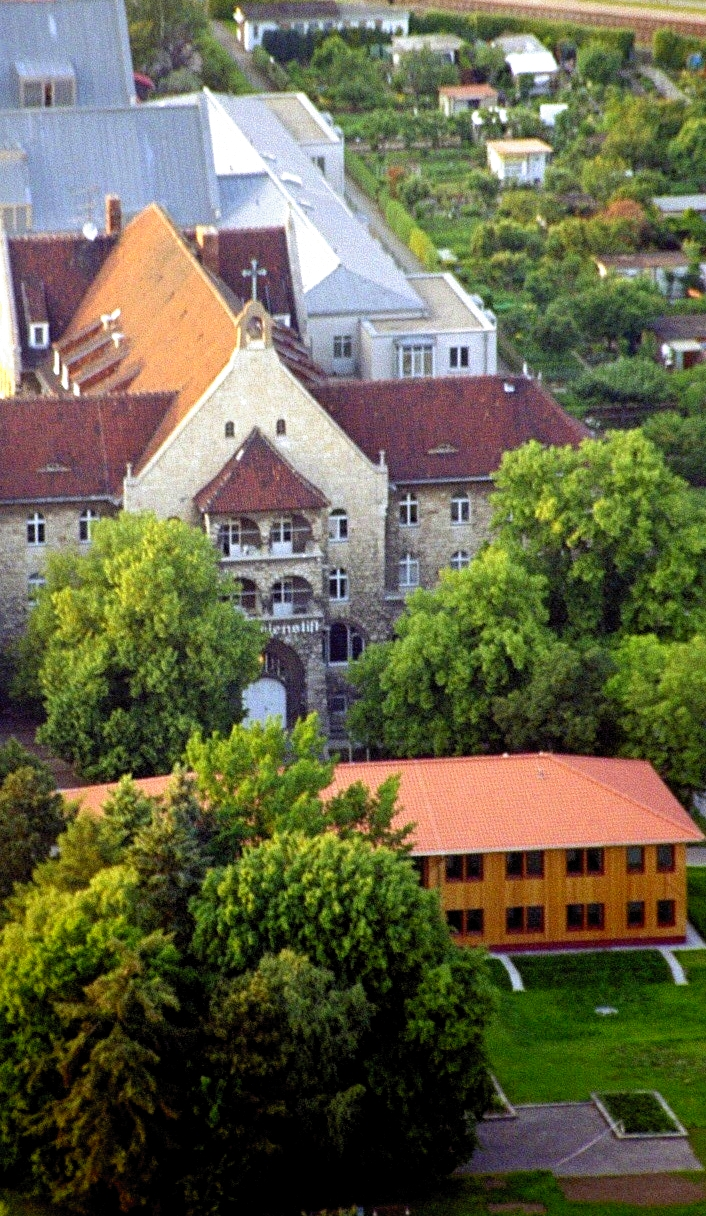
Die Klinik 2004 aus der Luft

Das ursprüngliche Gebäude steht unter Denkmalschutz, wurde in den letzten Jahren aufwändig saniert und 1999 und 2005 durch einen Anbau erweitert. Es wurden neue Hauptabteilungen, wie Gynäkologie und Geburtshilfe, Anaesthesiologie und Gastroenterologie eingerichtet. Die Belegabteilung Chirurgie wurde 2008 in eine Hauptabteilung umgewandelt. Am 2. Oktober 2009 wurde zudem eine Hauptabteilung für Urologie eingeweiht.
2006 wurde das St. Marienstift als erstes und bislang einziges Magdeburger Krankenhaus nach KTQ zertifiziert und 2009 durch proCum Cert rezertifiziert. Das Marienstift schloss bereits im Februar 2002 eine Vereinbarung zur integrierten Versorgung mit dem Verband der Ersatzkassen, der IKK Sachsen-Anhalt und der Kassenärztlichen Vereinigung Sachsen-Anhalt. Diese Vereinbarung war das erste Großvorhaben, das im Rahmen des § 140 a ff SGB V in der Bundesrepublik abgeschlossen worden ist und unter dem Namen „integra - Neue Wege zur Gesundheit“ betrieben wird.
Nach einer Mitgliederbefragung der Techniker Krankenkasse für ihren Online-Klinikführer waren 2008 die Patienten der Klinik St. Marienstift mit Behandlungserfolg, Pflege, Information, Organisation und Unterbringung am zufriedensten in Deutschland. 93,67 Prozent bewerteten die Leistungen des St. Marienstifts als positiv. Im Jahr 2011 erhielt das Haus nach einer erneuten Befragung den TK-Krankenhaus-Award „Klinikus“. Nach einer Umfrage der AOK, Barmer GEK und der „Weißen Liste“, einem gemeinsamen Projekt der Bertelsmann Stiftung und der größten deutschen Patienten- und Verbraucherorganisationen, ist die Klinik 2012 eines der beliebtesten Krankenhäuser in Deutschland gewesen.
Die Zahl der vollstationär behandelten Patienten betrug 2010 9.237.
Seit 1. Januar 2014 wird die Klinik in der Rechtsform einer GmbH unter dem Namen Krankenhaus St. Marienstift Magdeburg GmbH in der Trägerschaft des Elisabeth Vinzenz Verbundes geführt.

## Architektur
Der Altbau ist viergeschossig mit Quadermauerwerk in neogotischer Formensprache. An der Eingangsfassade befindet sich ein großer Risalit mit spitzem Giebel, davor ein dreigeschossiger Eingangserker mit zweigeschossigen offenen Loggien. Die unteren weisen Kreuzrippengewölbe, die oberen ein Holzdach auf. Das Dach ist als Dachlandschaft aus Walm- und Satteldächern ausgeführt. Der moderne Anbau hinter dem Altbau liegt in einer parkähnlichen Gartenanlage. Das Haus gilt als „wichtiges architektonisches Zeugnis kirchlich sozialer Fürsorge zu Beginn des 20. Jahrhunderts“.

## Struktur
Das Krankenhaus verfügt heute über 168 Planbetten in den Fachgebieten:
Gynäkologie und Geburtshilfe, Chirurgie und Kinderchirurgie, Urologie, Gastroenterologie, Kinder- und Jugendmedizin, Anästhesiologie, Schmerztherapie, Orthopädie, Augenheilkunde, Gefäßchirurgie, Neurochirurgie und Hand- und Wiederherstellungschirurgie. Das Haus betreibt ein Brustzentrum, welches nach den Kriterien der Deutschen Krebsgesellschaft und der Deutschen Gesellschaft für Senologie, nach DIN EN ISO sowie der EUSOMA zertifiziert ist. Jährlich werden etwa 14000 Patienten im St. Marienstift behandelt. Über 1.000 Kinder erblicken hier jährlich das „Licht der Welt“. Das Krankenhaus St. Marienstift verfügt auch über eine Babyklappe.
In der Kapelle des Hauses finden neben regelmäßigen Gottesdiensten auch Orgelkonzerte statt.